# Czech-Slovak Battlegroup
Czech-Slovak Battlegroup är en av 18 Europeiska unionens stridsgrupper. Styrkan kommer att avlösa Spanish Italian Amphibious Battlegroup under 2009. Gruppens uppgår till 1500 soldater från de två deltagande länderna.
Den tjeckiska samt slovakiska regeringen har beslutat att styrkan ej ska sättas in i Afrika eller Antarktis.
Skulle en kris uppstå under gruppens beredskap inom dessa områden, kommer andra stridsgrupper att sättas in.
Czech-Slovak Battlegroup kommer den 1 januari 2010 att avlösas av Polen (Polish-led Battlegroup) samt Storbritannien och Nederländerna (UK-Dutch Battlegroup).